# Cryptodromia hilgendorfi
Cryptodromia hilgendorfi is een krabbensoort uit de familie van de Dromiidae. De wetenschappelijke naam van de soort is voor het eerst geldig gepubliceerd in 1888 door de Man.